# Julia Wieleżyńska
Julia Wieleżyńska, także Julia Dicksteinówna, Julia Dickstein-Wieleżyńska (ur. 17 listopada 1881 w Warszawie, zm. 20 września 1943 tamże) – polska filozof, krytyk literacki, pisarka, tłumaczka i poetka.

## Życiorys
Córka matematyka Samuela Dicksteina i Pauliny z Natansonów, uczennicy Ignacego Paderewskiego. Ukończyła pensję Zuzanny Morawskiej w Warszawie, następnie podjęła studia filozoficzne na uniwersytecie w Berlinie. Doktorat z filozofii uzyskała w Rzymie.

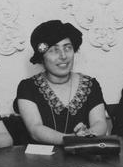
Julia Wieleżyńska na akademii ku czci Reymonta, 1926

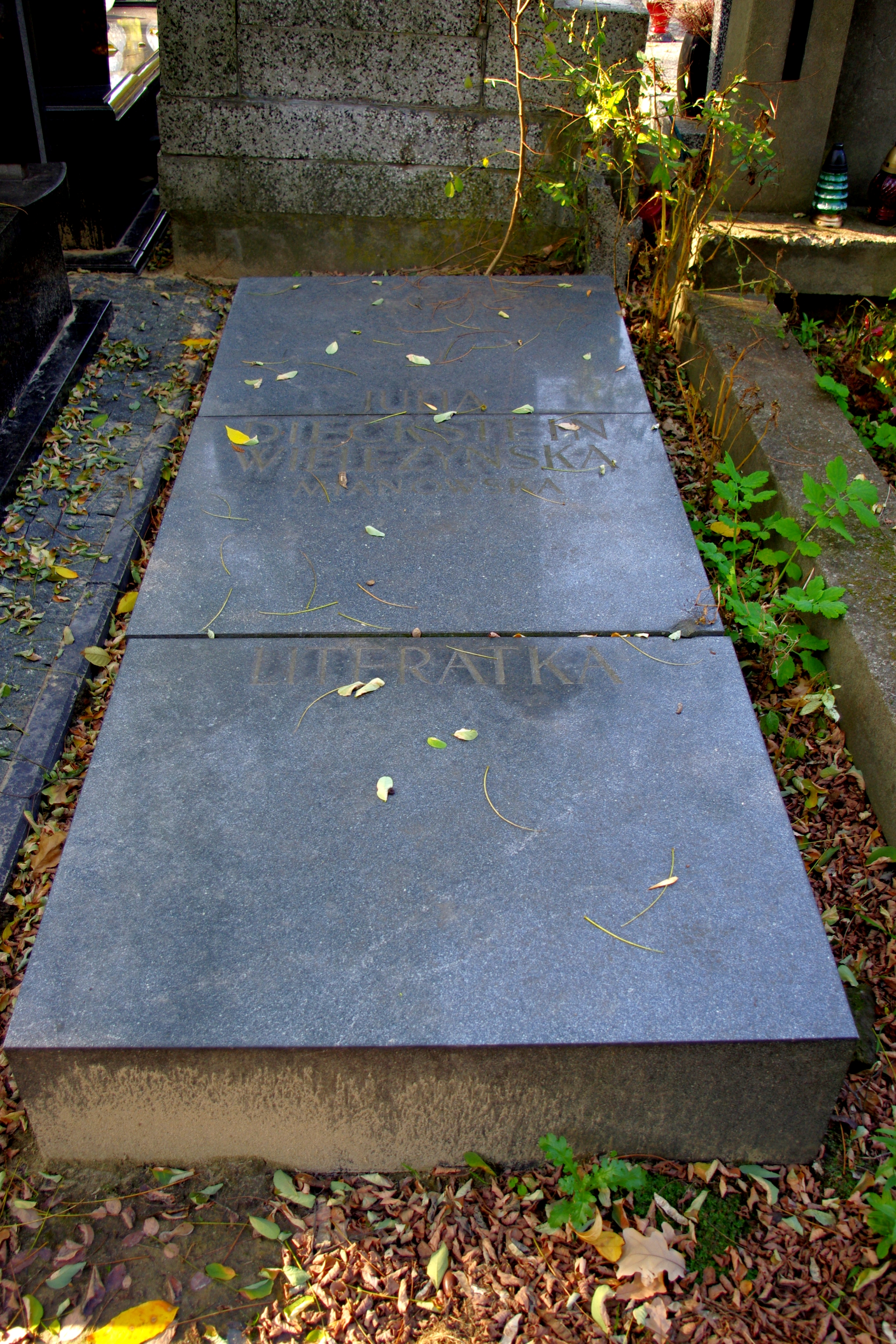
Grób Julii Wieleżyńskiej na cmentarzu Bródnowskim w Warszawie

Jej zainteresowania i wiedza obejmowały zarówno literaturę i filozofię, jak i naukę języków obcych. Tłumaczyła literaturę i poezję z dwunastu języków, m.in. włoskiego, angielskiego, niemieckiego, czeskiego, serbołużyckiego i hiszpańskiego. Tłumaczyła również z polskiego, m.in. na prośbę Raffaela Pettazzoniego przełożyła na włoski oraz uzupełniła wyjaśnieniami dla włoskiego czytelnika Mitologię słowiańską Aleksandra Brücknera. Była autorką wierszy, licznych artykułów, rozpraw naukowych i studiów dotyczących literaturoznawstwa. Do 1926 podpisywała swoje utwory nazwiskiem „Dicksteinówna”. 
W latach 1906–1913 uczestniczyła w pracach Towarzystwa Kultury Polskiej. Od 1915 wykładała literaturę polską i włoską na 3-letnich Kursach Pedagogicznych dla Kobiet, później była wykładowcą Wszechnicy Polskiej. W 1927 na Uniwersytecie Jana Kazimierza we Lwowie uzyskała stopień doktora na podstawie rozprawy Konopnicka. Dzieje natchnień i myśli.
Zaangażowanie Julii Wieleżyńskiej w działalność ruchu emancypacyjnego zaowocowało wieloma publikacjami dotyczącymi równouprawnienia kobiet. Jej felietony i artykuły ukazywały się w wielu czasopismach polskich i zagranicznych: „Bluszcz”, „Epoka”, „Nowa Gazeta”, „Przegląd Warszawski”, „Kobieta Współczesna”, „L'Europa Orientale”, „I Nostri Quaderni”.  
W 1936 została wiceprezesem działającego przy Uniwersytecie Warszawskim Towarzystwa Przyjaciół Narodu Serbsko-Łużyckiego, którego była współzałożycielką. Uczestniczyła w działalności Polskiego Stowarzyszenia Równouprawnienia Kobiet. 
Po wybuchu II wojny światowej aresztowana i uwięziona na Pawiaku, gdzie przebywała ponad rok. Zwolniona w 1942 ze względu na zły stan zdrowia. Zmarła 20 września 1943 w zakładzie opiekuńczym na Solcu pod przybranym nazwiskiem „Julii Mianowskiej”, została pochowana na cmentarzu Bródnowskim (kwatera 28N-V-27).
6 lutego 1926 poślubiła Aleksandra Wieleżyńskiego (1874–1944), pułkownika uzbrojenia inżyniera Wojska Polskiego, działacza niepodległościowego, kawalera Orderu Virtuti Militari.

## Odznaczenia
- Srebrny Wawrzyn Akademicki (5 listopada 1938)[3]